# 야기에우워 도서관
야기에우워 도서관(폴란드어: Biblioteka Jagiellońska)은 폴란드 크라쿠프 야기에우워 대학교의 도서관이다. 약 670만 권의 장서를 보유하고 있으며, 폴란드에서 가장 큰 도서관이다.